# 大道寛子

大道 寛子（おおみち ひろこ、1981年4月13日 - ）は、フリーアナウンサー、タレント。
宮城県仙台市出身。趣味はマリンスポーツ、特技は書道で毛筆準師範。親戚にも書道家がいる。身長168cm。

## 出演

### テレビ
- 実践ガイド2006FIFAワールドカップ（NHK BS1）
- THE 鈴木タイムラー（テレビ朝日）
- 開運!なんでも鑑定団（テレビ東京）

### CM
- 北都銀行
- 山形しあわせ銀行

### その他
- アジア冬季競技大会